# Acacia brachypoda
Acacia brachypoda är en ärtväxtart som beskrevs av Bruce R. Maslin. Acacia brachypoda ingår i släktet akacior, och familjen ärtväxter. IUCN kategoriserar arten globalt som starkt hotad. Inga underarter finns listade i Catalogue of Life.